# Корженко Вадим Вікторович
Вадим Вікторович Корженко — підполковник Збройних сил України, учасник російсько-української війни, що відзначився у ході російського вторгнення в Україну. Герой України (2024, посмертно).

## Життєпис
Брав участь в антитерористичній операції та операції Об'єднаних сил на Сході України. Після початку повномасштабного вторгнення військ РФ в Україну (24 лютого 2022) продовжував виконувати бойові завдання. Служив у 54-й окремій механізованій бригаді імені гетьмана І. Мазепи.
У боях під його командуванням були ліквідовані близько 80 та поранені близько 100 російських окупантів, знищені 2 та пошкоджені 4 танки Т-72. Завдяки його професіоналізму 12-й окремий штурмовий загін приватної військової компанії «Ваґнер» повністю втратив боєздатність і був змушений відступити.
Помер 29 листопада 2023 у лікарні внаслідок бойового поранення.

## Нагороди
- Звання Герой України з удостоєнням ордена «Золота Зірка» (6 травня 2024, посмертно) — за особисту мужність і героїзм, виявлені у захисті державного суверенітету та територіальної цілісності України, самовіддане служіння Українському народові[3]
- Хрест бойових заслуг (14 лютого 2023) — за особисту мужність і самовідданість, виявлені у захисті державного суверенітету та територіальної цілісності України, вірність військовій присязі[4]
- Орден Богдана Хмельницького I ст. (12 жовтня 2023) — за особисту мужність, виявлену у захисті державного суверенітету та територіальної цілісності України, самовіддане виконання військового обов'язку[5]
- Орден Богдана Хмельницького II ст. (14 жовтня 2022) — за особисту мужність і самовіддані дії, виявлені у захисті державного суверенітету та територіальної цілісності України, вірність військовій присязі[6]
- Орден Богдана Хмельницького III ст. (14 квітня 2022) — за особисту мужність і самовіддані дії, виявлені у захисті державного суверенітету та територіальної цілісності України, вірність військовій присязі[7]
- Медаль «За військову службу Україні» (12 жовтня 2021) — за вагомий особистий внесок у зміцнення обороноздатності Української держави, мужність і самовідданість, виявлені під час бойових дій, високий професіоналізм та зразкове виконання службових обов'язків[8]

## Вшанування пам'яті
26 липня 2024 року розпорядженням Голови Одеської ОВА колишня вулиця Осипова перейменована на вулицю Вадима Корженка.